# Парламентські вибори у Ліхтенштейні 1993 (лютий)
Парламентські вибори в Ліхтенштейні пройшли 7 лютого 1993 року. Незважаючи на те, що більшість голосів отримала партія Патріотичний союз, більшість у ландтазі виявилася за Прогресивною громадянською партією. Вперше отримала місця в парламенті молода партія Вільний список. Явка виборців склала 87,54%.
| Партія                       | Партія                          | Голосів | %    | Місць | +/-  |
| ---------------------------- | ------------------------------- | ------- | ---- | ----- | ---- |
|                              | Патріотичний союз               | 73 217  | 45,4 | 11    | -2 ▼ |
|                              | Прогресивна громадянська партія | 71 209  | 44,2 | 12    | 0    |
|                              | Вільний список                  | 16 724  | 10,4 | 2     | +2 ▲ |
| Недійсних/порожніх бюлетенів | Недійсних/порожніх бюлетенів    | 163     | —    | —     | —    |
| 'Усього                      | 'Усього                         | 12 255  | 100  | 25    | 0    |

* Кожен виборець має стільки голосів, скільки місць у парламенті, тому загальна 
кількість голосів, відданих за різні партії, більше, ніж кількість виборців.